# Mockingbird
Mockingbird – singiel amerykańskiego rapera Eminema pochodzący z jego albumu Encore. Utwór ostatecznie umiejscowił się na 11 pozycji listy amerykańskiej oraz 4 brytyjskiej. Mockingbird nominowany był do nagrody Grammy w kategorii najlepsza piosenka rap, lecz przegrał na rzecz Kanye West i jego hitu „Gold Digger”.
Piosenka ta opisuje relacje pomiędzy autorem a jego córką – Hailie Jade. Eminem pociesza swą córkę, że mimo iż rozstał się z jej matką, mimo wszystkich kontrowersji i kłopotów ich otaczających wszystko potoczy się dobrze, jeżeli będą się trzymać blisko. Eminem przyznaje, że jest to jedyna piosenka, nad którą się wzruszył podczas pisania.
Teledysk przedstawia amatorskie nagrania z domu Marshalla.